# Heteropoda nicobarensis
Heteropoda nicobarensis là một loài nhện trong họ Sparassidae.
Loài này thuộc chi Heteropoda. Heteropoda nicobarensis được Benoy Krishna Tikader miêu tả năm 1977.